# Bambusiculmus
 (novembre 2017).
Genre
Espèces de rang inférieur
- Bambusiculmus latus L. Wang et Z.K. Zhou, sp. nov.
- Bambusiculmus angustus L. Wang et Z.K. Zhou, sp. nov.

Bambusiculmus est un genre éteint de plantes à fleurs fossiles monocotylédones de la famille des Poaceae, sous-famille des Bambusoideae, créé par une équipe de chercheurs chinois en 2013.

## Description
La création de ce genre, auquel ont été rattachées deux espèces fossiles, Bambusiculmus latus L. Wang et Z.K. Zhou, sp. nov., et Bambusiculmus angustus L. Wang et Z.K. Zhou, sp. nov., fait suite à la découverte de fossiles dans des gisements sédimentaires  situés à Sanzhangtian et appartenant à la formation Dajie datée du Miocène moyen (de 16 à 12 millions d'années) dans la province du Yunnan, comté de Zhenyuan, en Chine.
Il s'agit d'empreintes de limbes foliaires et de chaumes de bambous Ces vestiges fossiles présentent des détails morphologiques : pseudopétiole distinct, nervation du limbe des feuilles à motifs parallélogrammiques, morphologie des nœuds culmaires, qui justifient le classement de ces taxons dans la sous-famille des Bambusoideae.
Ce sont les plus anciens fossiles de bambous présentant des caractères morphologiques externes détaillés découverts jusqu'ici en Chine. Ils démontrent que les bambous ont commencé à se diversifier au plus tard au milieu du Miocène dans la province du Yunnan, qui est par ailleurs l'un des centres de biodiversité des bambous modernes.